# Colleferro
Colleferro er en italiensk by (og kommune) i regionen Lazio i Italien, med omkring 20.536(2023) indbyggere. 